# Suhajl Muhammad Hammud
Suhajl Muhammad Hammud (arab. ‏سهيل محمد حمود‎), pseud. Abu TOW ( arab. ‏أبو تاو‎) – syryjski rebeliant, który zyskał sławę dzięki swoim umiejętnościom w obsłudze przeciwpancernego pocisku rakietowego BGM-71 TOW podczas wojny domowej w Syrii. 
W 2021 roku miał 140 potwierdzonych trafień.

## Kariera wojskowa
Przed wojną domową, Suhajl służył w Siłach Zbrojnych Syrii  gdzie ukończył szkolenie w zakresie obsługi rosyjskich przeciwpancernych pocisków kierowanych Malutka i HJ-8 W 2011 r. zdezerterował do Wolnej Armii Syrii i brał udział w walkach w prowincji Idlib i na terenach wiejskich na południe od Aleppo.
Zanim dołączył do Legionu Szam, walczył w innych rebelianckich formacjach, które w ramach operacji Timber Sycamore otrzymywały wsparcie od Stanów Zjednoczonych, w tym dostawę przeciwpancernych pocisków rakietowych BGM-71 TOW.
Będąc członkiem Ruchu Hazzm, w latach 2014–2015 walczył z syryjską filią Al-Kaidy, Frontem Al-Nusra, którego prywatnie stał się zaciętym przeciwnikiem.
Około kwietnia lub maja 2017 r. Suhail zamieścił w internecie zdjęcia, na których pali papierosa przed banerem Hajat Tahrir asz-Szam (przekształconego Frontu Al-Nursa)  i podpisał je „Palenie jest haram”. Niedługo potem, podczas próby przejazdu przez wioskę Ihsim, został aresztowany przez policję HTS, która postawiła mu zarzut „szydzenia z religii”. Próba negocjacji w sprawie jego uwolnienia podjęta przez delegację bojowników Legionu Szam zakończyła się niepowodzeniem.
Przywódcy kilku grup powiązanych z Wolną Armią Syrii prywatnie apelowali do HTS o uwolnienie Hammouda. 13 maja 2017 roku poinformowano, że został on zwolniony z aresztu.
10 lutego 2020 r. Hammoud wrócił do czynnej służby w prowincji Idlib.
18 marca 2020 r. Hammoud został ranny podczas nieudanej próby porwania go w mieście Idlib. O atak oskarżono HTS, które jednak temu zaprzeczyło. Po pobycie w szpitalu Hammoud opuścił prowincję Idlib i udał się do północnego Aleppo.
25 lutego 2022 r. Hammoud wyraził chęć udania się na Ukrainę przeciwko Rosji podczas jej inwazji na ten kraj. Chęci tej nie zrealizował.